# تپه هول روباه
تپه هول روباه مربوط به دوران پیش از تاریخ ایران باستان - هزاره پنجم و است و در شهرستان ازنا، بخش مرکزی، دهستان پاچه لک غربی، ۲/۷۰۰ کیلومتری شمال روستای دولت‌آباد واقع شده و این اثر در تاریخ ۲۸ اسفند ۱۳۸۵ با شمارهٔ ثبت ۱۸۳۳۵ به‌عنوان یکی از آثار ملی ایران به ثبت رسیده است.